# Мараччи, Людовико
Людовико Мараччи (итал. Ludovico Marracci; 6 октября 1612, Лукка — 5 февраля 1700, Рим) — итальянский востоковед, богослов, переводчик. Профессор арабского языка университета «Сапиенца» в Риме.

## Востоковедная и религиозная деятельность
Изучал восточные языки в римской Школе Святой Марии.
Принял участие в редактировании Библии на арабском языке, изданной в Риме в 1671 году.
В 1698 году в Падуе издал свой перевод Корана на латинский язык с параллельным арабским текстом и комментариями в двух томах под названием «Alcorani Textus Universus Arabice et Latine».
Состоял членом Ордена служителей Матери Божией.
Являлся духовным отцом папы Иннокентия XI.